# Hakea macrorrhyncha
Hakea macrorrhyncha (лат.) — кустарник или небольшое дерево, вид рода Хакея (Hakea) семейства Протейные (Proteaceae), произрастает на северо-востоке Нового Южного Уэльса и на юго-востоке Квинсленда. Цветёт с августа по сентябрь.

## Ботаническое описание
Hakea macrorrhyncha — прямостоящий кустарник или небольшое дерево, одноствольное или раздвоенное у земли, высотой 1,8-6 м. Веточки плотно покрыты короткими мягкими спутанными волосками и сохраняются до цветения. Листья, похожие на иголки, часто имеют бороздки длиной менее 4,5-9 см и шириной 0,9-1,5 мм. Молодые листочки выглядят белыми и густо покрыты спутанными волосами, но со временем становятся гладкими. Соцветие состоит из 3-4 цветов, которые появляются в пазухах листьев. Основной стебель закруглён на 0,5-0,7 мм в длину и покрыт белыми шерстяными волосками. Отдельные белые цветочные стебли имеют длину 4-5,5 мм и умеренно покрыты мягкими спутанными волосками. Короткие кремово-белые чашелистики и лепестки имеют длину 3-3,8 мм, от умеренных до густых, с белыми мягкими короткими волосками. Столбик 6,5-8 мм в длину и изогнутый. Боковые широкие яйцевидные плоды длиной 35-45 мм, шириной 21-25 до 30 мм с сеткой морщинистых прожилок с небольшими волнообразными выпуклостями на гладкой поверхности, сужающиеся в длинно-треугольной клюв. Кремово-белые цветы появляются с августа по сентябрь.

## Таксономия
Вид Hakea macrorrhyncha был описан Уильямом Баркером в 1996 году в Journal of the Adelaide Botanic Garden. Видовой эпитет — от древнегреческих слов «макрос» (греч. μακρός), означающих «длинный», и «rhynch» (греч. ράμφος), означающего «нос» или «клюв», относящегося к длинному клюву плода.

## Распространение и местообитание
Ареал Hakea macrorrhyncha ограничен областью Торрингтон на северо-востоке Нового Южного Уэльса и близлежащим Национальным парком Гиррауин и его окрестностями. Также встречается в юго-восточной части Квинсленда. Растёт на холмистых гранитных местах открытого леса или низменности.

## Охранный статус
Вид Hakea macrorrhyncha имеет статус «редкий» в соответствии с Положением об охране природы (дикой природы) Квинсленда 2006 года.